# Daniel Cara
Daniel Tojeira Cara (São Paulo, 1 de janeiro de 1978) é um educador, cientista político e político brasileiro, filiado ao Partido Socialismo e Liberdade (PSOL). É professor da Faculdade de Educação da Universidade de São Paulo e membro do Comitê Diretivo da Campanha Nacional pelo Direito à Educação, rede da sociedade civil que coordenou de 2006 a 2020.
Em 2018, foi candidato ao Senado Federal por São Paulo, obtendo 440.118 votos.
É membro do Conselho Universitário da Universidade Federal de São Paulo (Unifesp), comentarista dos canais DCM TV e TV 247 no YouTube. Foi blogueiro no portal UOL. Foi laureado com o Prêmio Darcy Ribeiro em 2015, entregue pela Câmara dos Deputados do Brasil em nome do Congresso Nacional.

## Biografia
Desde a adolescência, quando foi presidente do grêmio estudantil XXVIII de Março da Escola Técnica Estadual de São Paulo (ETESP), na gestão 1994-1995, esteve envolvido na atuação política, atuando desde cedo no movimento estudantil.
Já na graduação em Ciências Sociais, na Universidade de São Paulo (USP) (1996-2000) foi presidente do centro acadêmico do curso de Ciências Sociais da USP, o Centro Universitário de Pesquisas e Estudos Sociais Ísis Dias de Oliveira (CEUPES), na gestão 1998-1999.
Iniciou seu ativismo nas políticas de juventude, em 1998, tendo sido um dos fundadores do Fórum Nacional de Juventude, naquele ano. Entre 2000 e 2002, participou de diversos eventos nacionais e internacionais de juventude, tendo sido delegado brasileiro na Cúpula de Juventude do Banco Interamericano de Desenvolvimento (Nova Orleans, Estados Unidos, 2000), no Parlamento Internacional da Juventude (Sydney, Austrália, 2000), Coordenador Latino-Americano da Cúpula de Juventude do Parlamento Internacional da Juventude (2001-2002) e na Cúpula de Juventude da ONU (Belo Horizonte, Brasil, 2005). De 2005 a 2007, foi vice-presidente do Conselho Nacional de Juventude.
Em 2006, assumiu a coordenação geral da Campanha Nacional pelo Direito à Educação, quando passou a atuar mais intensamente nas políticas educacionais. Teve forte participação na Conferência Nacional de Educação Básica (Coneb) de 2008, e nas Conferências Nacionais de Educação (Conae) de 2010 e na de 2014. Foi membro titular no Fórum Nacional de Educação (FNE), de 2010 a 2017.
Na coordenação geral da Campanha Nacional pelo Direito à Educação, representou a rede de organizações da sociedade civil à frente da conquista de diversos avanços na legislação educacional brasileira dos últimos quinze anos. Atuou na qualificação dos textos e para a aprovação da EC 53/2006 (Fundo de Manutenção e Desenvolvimento da Educação Básica e de Valorização dos Profissionais da Educação – Fundeb), da Lei 11.494/2007 (regulamentação do Fundeb), da Lei 11.738/2008 (Lei do Piso Nacional do Magistério), da EC 59/2009, da Lei 12.711/2012 (Lei das Cotas), da Lei 12.858/2013 (Lei dos Royalties e do Fundo Social do Pré-sal para a educação e saúde), da Lei 13.005/2014 (Plano Nacional de Educação 2014-2024), da Emenda à Constituição 108/2020 (Fundeb permanente) e da Lei 14.113/2020 (regulamentação do Fundeb permanente).
Em relação ao Fundeb permanente, que tramitou de 2017 a 2020, coordenou a incidência da Campanha Nacional pelo Direito à Educação em favor do aumento dos recursos da União destinados à educação básica, do aprimoramento do sistema de distribuição de recursos do Fundeb, da preservação do salário-educação e da constitucionalização do Custo Aluno Qualidade (CAQ). Na regulamentação do também chamado “novo Fundeb”, atuou em favor da destinação exclusiva de recursos públicos para as escolas públicas no ensino fundamental e no ensino médio.
Em 2015, integrou a delegação oficial brasileira em Incheon, na Coreia do Sul, no Fórum Mundial de Educação, promovido pela Unesco, no qual foram definidas as prioridades mundiais para a educação até 2030. Convidado pelo então Ministro da Educação, Renato Janine Ribeiro, Daniel Cara integrou a delegação do Governo Federal, na qualidade de representante da sociedade civil.
Foi convidado em 2016 por Kailash Satyarthi para coordenar no Brasil a iniciativa global 100 Million for 100 Million (em português "100 Milhões por 100 Milhões"), no Laureates and Leaders Children Summit 2016.
Foi reconhecido como "Personalidade da Educação em 2012", em votação popular promovida pela Revista Nova Escola, com mais de 14 mil participantes, ficando à frente da estudante Isadora Faber, entre outras figuras públicas, sendo apontado pela revista como um dos protagonistas frente à aprovação do Plano Nacional de Educação (PNE) na Câmara dos Deputados naquele ano, durante a primeira fase de tramitação.

## Candidatura ao Senado Federal
Nas eleições gerais brasileiras de 2018 lançou-se candidato a uma das duas vagas paulistas no Senado Federal pelo PSOL.